# Logan Martin

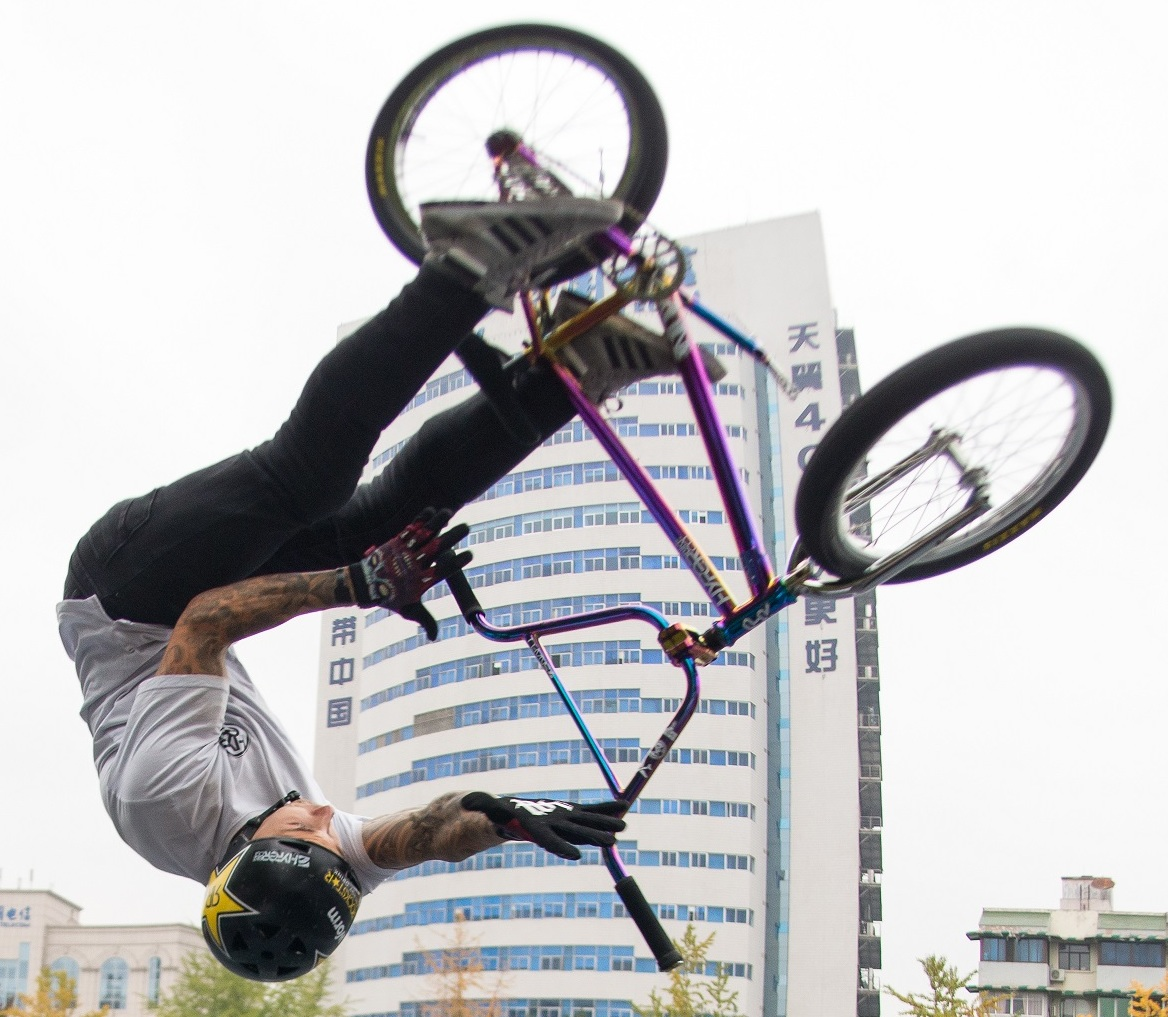
Logan Martin en 2017.

Logan Martin (né le 23 novembre 1993) est un coureur cycliste australien. Spécialiste du BMX freestyle, il est le premier champion olympique de la discipline en août 2021 et triple champion du monde en « Park » en 2017, 2021 et 2024.

## Biographie
Logan Martin grandit près de la ville de Logan dans le Queensland. À ses douze ans, sa famille déménage près du Crestmead Skate Park, où il passe une grande partie de son temps libre et découvre le BMX freestyle comme passe-temps. Il se lie d'amitié avec Kyle Baldock, qui a deux ans de plus que lui et qui, comme Martin plus tard sera vainqueur de plusieurs X Games. Le duo s'entraîne ensemble au GC Compound de Gold Coast City et enregistre des vidéos YouTube de tricks synchronisés au début des années 2010. Après avoir obtenu son diplôme d'études secondaires, il se concentre sur sa carrière sportive, participant avec succès à des compétitions internationales de BMX freestyle à partir de 2012 et devenant l'un des meilleurs athlètes mondiaux dans sa discipline. En 2014, il est troisièmelors de la première édition des FISE World Series derrière Daniel Dhers et Alex Coleborn, puis remporte le titre en 2015 et 2016. Il termine sa première participation aux X Games à Austin en 2016 avec un score de 64,0 points sur le « Park », ce qui le classe à la deuxième place derrière Dennis Enarson et juste devant son ami Kyle Baldock. En 2019, il compte un total de neuf médailles lors de l'événement de sports extrêmes dans les disciplines du Park, Park Best Trick et Dirt, dont trois d'or (2018 : Park, 2019 : Park et Dirt).
Dans la seconde moitié des années 2010, l'Union cycliste internationale (UCI) reprend l'organisation des Coupes du monde et des championnats du monde de BMX freestyle, et pour 2020, la sous-discipline du Park est ajoutée dans le programme olympique,. Martin remporte plusieurs épreuves de Coupe du monde et devient le premier champion du monde de freestyle park en novembre 2017 à Chengdu avec un score de 93,82 points devant Alex Coleborn. En 2018, il ne peut défendre son titre en raison d'une blessure à la cheville. Il avait déjà raté la Coupe du monde en raison d'une fracture multiple de la clavicule. Aux championnats du monde en 2019, il remporte la médaille d'argent derrière son compatriote Brandon Loupos, puis décroche un deuxième titre de champion du monde à Montpellier en 2021 avec un score de 94,90 points devant l'Américain Daniel Sandoval. 
Après la fermeture en 2016 du GC Compound, le centre d'entraînement de Martin depuis sa jeunesse, l'Australien - qui est soutenu en tant qu'athlète professionnel depuis 2013 par des sponsors tels que Rockstar Energy et Jetpilot - construit son propre Park de BMX dans l'arrière-pays de la Gold Coast pour 70 000 dollars australiens. La zone, achevée en 2019, est principalement utilisée pour préparer les Jeux olympiques d'été de 2020 à Tokyo, qui sont reportés à l'été 2021 en raison de la pandémie de covid-19 et pour lesquels Martin s'est qualifié grâce à son deuxième titre mondial au printemps 2021. Une manche de la Coupe du monde de BMX freestyle s'y est également déroulée plus tard en 2022, où Martin s'est imposée. 
Lors des Jeux olympiques de Tokyo, il fait honneur à son statut de favori et remporte la médaille d'or devant Daniel Dhers avec un score de 93,30 points, réalisé lors de son premier run en finale. Entre autres choses, il a exécuté deux triples tailwhips consécutifs, avec sa roue tournant dans le sens inverse des aiguilles d'une montre la première fois et dans le sens des aiguilles d'une montre la deuxième fois. 
En 2022 et 2023, il remporte le classement général de la Coupe du monde de BMX freestyle Park. Avec trois victoires au classement général et neuf victoires individuelles, il est l'athlète le plus titré de cette Coupe du monde. Il gagne également les trois premiers championnats d'Océanie dans cette discipline et est quatre fois champion d'Australie. Il participe ensuite aux qualifications pour les Jeux olympiques de 2024. Il obtient une deuxième place à Shanghai, mais rate la qualification directe après une erreur au deuxième tour à Budapest. Cependant, grâce à son résultat aux championnats du monde 2022, il est quand même sélectionné pour les Jeux de Paris 2024 par la fédération australienne.

## Palmarès en BMX

### Jeux olympiques
- Tokyo 2020
  -  Champion olympique de BMX freestyle Park

### Championnats du monde
- Chengdu 2017
  -  Champion du monde de BMX freestyle Park
- Chengdu 2019
  -  Médaillé d'argent du BMX freestyle Park
- Montpellier 2021
  -  Champion du monde de BMX freestyle Park
- Glasgow 2023
  -  Médaillé d'argent du BMX freestyle Park
- Abou Dabi 2024
  -  Champion du monde de BMX freestyle Park

### X Games
- Minneapolis 2017
  -  Médaillé d'argent du BMX Park
  -  Médaillé d'argent du BMX Dirt
  -  Médaillé d'argent du BMX Park Best Trick
- Minneapolis 2018
  -  Médaillé d'or du BMX Park
  -  Médaillé d'argent du BMX Dirt
  -  Médaillé d'argent du BMX Park Best Trick
- Minneapolis 2019
  -  Médaillé d'or du BMX Park
  -  Médaillé d'or du BMX Dirt

### Coupe du monde
- Coupe du monde de BMX freestyle Park
  - 2016 : 1er du classement général, vainqueur de 3 manches
  - 2017 : 2e du classement général, vainqueur d'une manche
  - 2018 : 6e du classement général, vainqueur d'une manche
  - 2019 : 2e du classement général
  - 2022 : 1er du classement général, vainqueur d'une manche
  - 2023 : 1er du classement général, vainqueur de 3 manches

### Jeux mondiaux urbains
- Hongrie 2019
  -  Médaillé d'argent du BMX freestyle Park

### Championnats d'Océanie
- Melbourne 2019
  -  Champion d'Océanie de BMX freestyle Park
- Brisbane 2022
  -  Champion d'Océanie de BMX freestyle Park
- Brisbane 2023
  -  Champion d'Océanie de BMX freestyle Park

### Championnats d'Australie
- 2019
  -  Champion d'Australie de BMX freestyle Park
- 2020
  -  Champion d'Australie de BMX freestyle Park
- 2021
  -  Champion d'Australie de BMX freestyle Park
- 2023
  -  Champion d'Australie de BMX freestyle Park

## Récompenses
- Cycliste australien de l'année en 2021

## Publications
- (avec Scott Gullan) Logan Martin : Journey to Gold, Penguin Random House Australia, 2022.